# HD 149026 b
HD 149026 b, o Smertrios, è un pianeta extrasolare in orbita alla stella HD 149026.

È un pianeta che transita davanti alla propria stella ed è particolarmente degno di nota per il suo nucleo planetario eccezionalmente grande, che è stato stimato in base alle misurazioni del suo raggio e della sua massa.

## Scoperta
Il pianeta è stato scoperto dal N2K Consortium, un programma che ricerca pianeti giganti che orbitano vicini alla propria stella usando il metodo della velocità radiale.
Lo spettro della stella è stato analizzato con i telescopi Keck e il telescopio Subaru, dopo la sua individuazione è stato ulteriormente studiato alla ricerca di transiti al Fairborn Observatory. Qui è stata notata una piccola diminuzione di luminosità, appena 0,003 magnitudini, che ha confermato l'esistenza del pianeta.
Sebbene la diminuzione di luminosità dovuta al transito sia molto piccola, è comunque avvertibile dagli astrofili che possono così dare un importante contributo alla ricerca astronomica. Infatti proprio un astronomo amatoriale, Ron Bissinger, ha notato il transito parziale un giorno prima che la scoperta fosse pubblicata.

## Caratteristiche
Il pianeta si trova nella cosiddetta torch orbit, cioè un'orbita molto vicina alla stella e veloce. Una rivoluzione intorno alla stella dura meno di 3 giorni terrestri.
Il pianeta è meno massivo di Giove, circa 0,36 volte la sua massa (o 114 volte la massa della Terra). Ipotizzando un'albedo di 0,3, la temperatura era stata inizialmente stimata in 1540 kelvin, che poneva il pianeta tra la classe IV e la classe V nella classificazione di Sudarsky. Tuttavia la sua temperatura sul lato diurno è stata in seguito misurata direttamente prima e durante il transito, la temperatura misurata è 2300±200 K. Questa elevata temperatura indica che il pianeta in pratica assorbe tutta la luce stellare che riceve, facendone un pianeta insolitamente scuro.
Nonostante esistano altri pianeti simili a Saturno in orbite strette, HD 149026 b è al momento unico. La maggior parte dei pianeti che transitano la propria stella hanno raggi comparabili con quello di Giove o anche molto più grandi. Invece il raggio di HD 149026 b è solo il 73% circa di quello di Giove, e questo significa che è sorprendentemente denso per un pianeta della sua massa. Potrebbe quindi avere un grosso nucleo composto da materiali più pesanti dell'idrogeno e dell'elio. Basandosi su modelli teorici la massa del nucleo potrebbe essere pari a 70 volte la massa della Terra.
Secondo una congettura di Robert Naeye la gravità sulla superficie del nucleo potrebbe arrivare a 10 g, 10 volte la gravità sulla superficie terrestre.
Osservazioni condotte nel 2023 col telescopio spaziale James Webb hanno rivelato alte concentrazioni nella sua atmosfera di elementi "pesanti", ossia di elementi più pesanti di idrogeno ed elio, come carbonio e ossigeno. Al 2023 Smertrios è di gran lunga il pianeta con la più alta metallicità conosciuta, con gli elementi pesanti che costituiscono il 66% della sua massa.

## Conseguenze teoriche
La scoperta è stata portata a sostegno della teoria della nebulosa solare, in cui i pianeti si formano per accrezione di oggetti più piccoli. In questo modello gli embrioni di pianeti giganti crescono fino al punto di acquisire un involucro di idrogeno e elio. Comunque alcuni oppositori della teoria fanno notare che un solo esempio di pianeta così denso non è sufficiente come prova, e che un nucleo così enorme è difficile da spiegare anche con il modello di accrezione.
Un'altra possibile spiegazione è quella che indica nella vicinanza del pianeta alla stella la causa del grosso nucleo roccioso. Secondo questa ipotesi HD 149026 b non è stato in grado di pulire il sistema planetario dai corpi rocciosi, come invece avrebbe fatto Giove, e quindi una massiccia pioggia di elementi pesanti potrebbe aver contribuito alla creazione del grosso nucleo.
Misurazioni dettagliate della velocità radiale hanno permesso di individuare un effetto Rossiter-McLaughlin, lo spostamento delle linee spettrali della fotosfera causato dall'occultazione di una parte della superficie in rotazione della stella. L'effetto ha permesso la misurazione dell'angolo tra il piano orbitale del pianeta e il piano equatoriale della stella. L'angolo è risultato +11° ± 14°, e questo suggerisce che la formazione del pianeta è stata tranquilla con probabili interazioni con il disco protoplanetario. Un angolo molto più alto avrebbe invece significato un processo di formazione violento con interazioni tra protopianeti.